# Абдул Хамид (президент Бангладеш)
Мохаммад Абдул Хамид (бенг. আব্দুল হামিদ; род. 1 января 1944, Дакка, Британская Индия) — бангладешский политический и государственный деятель, президент Бангладеш в 2013—2023 годах.

## Биография
Родился 1 января 1944 года в британской Индии, в главном городе Бенгалии Дакке. В середине XX века Британская Индия получила независимость, и Восточная Бенгалия оказалась в составе Пакистана. Ещё студентом он принимал участие в борьбе за независимость Бангладеш от Пакистана. Был арестован и находился в заключении.

## Политическая карьера
После получения независимости Бангладеш в 1971 году Абдул Хамид избирался в Парламент Бангладеш семь раз. В конце XX века он стал одним из лидеров партии Авами Лиг. С июля по октябрь 2001 года впервые возглавил парламент страны. Во второй раз спикером парламента он стал 25 января 2009 года. Когда в середине марта 2013 года президент страны Зиллур Рахман из-за болезни был отправлен на лечение в Сингапур, Абдул Хамид стал замещать его.
20 марта 2013 года Зиллур Рахман скончался, и Абдул Хамид стал, согласно Конституции страны, исполняющим обязанности президента Бангладеш. 22 апреля 2013 года избран президентом Бангладеш.